# Paolo Canettieri
Paolo Canettieri (Viterbo, 1965) es un filólogo italiano e historiador de la literatura italiana.

## Biografía
Es profesor  de filología y lingüística románicas en el Dipartimento di Studi Europei, Americani e Interculturali de la Universidad de Roma La Sapienza. Alumno de Roberto Antonelli y Aurelio Roncaglia, se ocupó principalmente de la literatura medieval románica ( italiana, provenzal, francesa, española, portuguesa ), con especial atención a la poesía lírica y sus estructuras formales. Ha escrito ensayos sobre Guillermo IX de Aquitania, Jaufre Rudel, Arnaut Daniel, Thibaut de Champagne, Alfonso X, Iacopone da Todi, Dante Alighieri, Francesco Petrarca, Luigi Pirandello, Franco Scataglini. Se interesa por la relación entre versificación latina y románica y por la recepción de la lírica trovadoresca en la Edad Media, el Renacimiento y la contemporaneidad. Escribió un libro sobre el género lírico romántico del siglo XIII. Editó el Libro de los juegos de Alfonso X y todos los poemas de Franco Scataglini. Ha publicado ediciones y comentarios (también en formato electrónico) y compilado bases de datos, catálogos de patrones métricos y rítmicos en formato electrónico. Desde 1996 dirige proyectos de digitalización de la literatura romance medieval. Las ediciones críticas digitales de dos trovadores gallego-portugueses, Martín Codax y Pero Meogo, de 1998, fueron de las primeras publicadas online. Es uno de los fundadores de la filología cognitiva y es director de la revista del mismo nombre. Sus intereses de investigación incluyen la poética, la lingüística cognitiva y la crítica textual .
Inauguró el enfoque cognitivo en los estudios filológicos italianos, estilométrico y de estemmatología digital.
Sus obras se refieren principalmente a: versificación y análisis melódico, historia de textos y atribuciones, historia cultural de las ideas, teoría de los géneros literarios, intertextualidad, etimología y lingüística, autodefiniciones de textos y métodos de determinación de corpus, contrafacta e intertextualidad, semántica de estructuras. métrica, relación entre juegos y ecdótica, relación entre texto literario y tratado, filología y ciencia cognitiva, filología y teoría de la información, atribución automatizada de textos anónimos.
Descubrió que la fórmula de permutación 6-1-5-2-4-3 del sextillizo coincide con la de la distribución de puntos en los dados, que el número 33 de los versos del Cántico de las Criaturas de San Francisco es una referencia simbólica a Cristo e identifica la fuente del conde Ponte Ponente.

## Obras
- "Descortz es dictatz mot divers". Ricerche su un genere lirico romanzo del XIII secolo, Roma, Bagatto, 1996.
- Alfonso X. Il Libro dei giochi, Roma, Cosmopoli, 1996.
- Il gioco delle forme nella lirica dei trovatori, Roma, Bagatto, 1996.
- Iacopone da Todi e la poesia religiosa del Duecento, Milano, Rizzoli, 2001.
- Trouveors (concordanze elettroniche della lirica antico francese, con nuovi testi critici), Roma, Bagatto, 2005.
- Franco Scataglini, Tutte le poesie, Macerata, Quodlibet, 2022.

- Lirica Medievale Romanza (edizioni digitali online).
- Atlante prosopografico delle letterature romanze (geolocalizzazione e indicizzazione online delle letterature romanze medievali).